# Quá trình ngẫu nhiên

Mô phỏng một hàm mẫu của quá trình Wiener

Trong toán học và lý thuyết xác suất, một quá trình ngẫu nhiên (Tiếng Anh: stochastic process, random process) là một họ các biến ngẫu nhiên xác định trong cùng một phép thử mà ở đó mỗi biến ngẫu nhiên được gán bởi một chỉ số thời gian. Quá trình ngẫu nhiên là ngược lại với một quá trình có xác định trước (hay hệ thống xác định - deterministic process) trong lý thuyết xác suất. Thay vì chỉ xem xét một khả năng 'thực tế' làm thế nào mà một quá trình có thể diễn tiến theo thời gian (như là trong trường hợp, ví dụ như, các nghiệm của một phương trình vi phân thường), trong một quá trình ngẫu nhiên có một số bất định nào đó trong diễn tiến tương lai miêu tả bởi các phân bố xác suất. Điều này nghĩa là ngay cả nếu như điều kiện đầu (hay điểm bắt đầu) là biết trước, có nhiều khả năng có thể xảy ra, nhưng một số quỹ đạo có nhiều khả năng xảy ra hơn các quỹ đạo khác.
Trong trường hợp đơn giản nhất (thời gian rời rạc), một quá trình ngẫu nhiên chỉ là một chuỗi của các biến thời gian gọi là chuỗi thời gian (time series) (ví dụ, xem xích Markov). Một dạng cơ sở khác của một quá trình ngẫu nhiên là một trường ngẫu nhiên, với tập miền là một miền của không gian, nói một cách khác, một hàm số ngẫu nhiên mà biến được chọn ra từ một khoảng của các giá trị thay đổi một cách liên tục. Một tiếp cận quá trình ngẫu nhiên xem chúng như hàm số với một hay nhiều biến xác định (hay các đầu vào, đa số được xem như là thời gian) mà các giá trị (các đầu ra hay các trạng thái) là các biến ngẫu nhiên: các giá trị không xác định có những phân bố xác suất nào đó. Những biến ngẫu nhiên tương ứng với các thời gian khác nhau (hay các điểm, trong trường hợp trường ngẫu nhiên) có thể hoàn toàn khác nhau. Yêu cầu chính là những đại lượng ngẫu nhiên này đều có cùng một kiểu. Mặc dù các giá trị ngẫu nhiên của một quá trình ngẫu nhiên tại các thời điểm khác nhau có thể là các biến ngẫu nhiên độc lập, trong hầu hết các tình huống xem xét đến chúng đều có những liên hệ hỗ tương phức tạp về mặc thống kê.
Các ví dụ quen thuộc của các quá trình được mô phỏng như là các chuỗi ngẫu nhiên bao gồm thị trường chứng khoán và thay đổi của tỷ giá ngoại tệ, các tín hiệu như là lời nói, âm thanh và hình ảnh, dữ liệu y khoa như là EKG, EEG, huyết áp hay nhiệt độ, và các chuyển động ngẫu nhiên như chuyển động Brown hay là các bước ngẫu nhiên (random walk). Ví dụ của các trường ngẫu nhiên bao gồm các ảnh tĩnh, địa hình ngẫu nhiên, hay là hỗn hợp của các vật liệu không đồng nhất.

## Định nghĩa chuẩn và các tính chất cơ bản

### Định nghĩa
Cho một không gian xác suất {\displaystyle (\Omega ,{\mathcal {F}},P)},
một quá trình ngẫu nhiên với không gian trạng thái X là một tập hợp của các biến ngẫu nhiên với giá trị trong X được đánh số thứ tự bởi một tập hợp T ("thời gian"). Nghĩa là, một quá trình ngẫu nhiên F là một tập hợp 
{\displaystyle \{F_{t}:t\in T\}}
với mỗi {\displaystyle F_{t}} là một biến ngẫu nhiên có giá trị trong X.
Một cải tiến G của quá trình F là một quá trình ngẫu nhiên trên cùng một không gian trạng thái, với cùng tập hợp tham số T sao cho 
{\displaystyle P(F_{t}=G_{t})=1\qquad \forall t\in T}.

### Các phân bố hữu hạn chiều
Cho một quá trình ngẫu nhiên F với giá trị nằm trong X. Với bất cứ tập con hữu hạn {\displaystyle T'\subseteq T}, chúng ta có thể viết {\displaystyle T'=\{t_{1},\ldots ,t_{k}\}}, với {\displaystyle k=\#T'} và giới hạn {\displaystyle F|_{T'}=(F_{t_{1}},F_{t_{2}},\ldots ,F_{t_{k}})} là một biến ngẫu nhiên có giá trị ở trong {\displaystyle X^{\#T'}}. Phân bố {\displaystyle \mathbb {P} _{T'}=\mathbb {P} F|_{T'}^{-1}} của biến ngẫu nhiên này là một độ đo xác suất trên {\displaystyle X^{\#T^{\prime }}}.
Những biến ngẫu nhiên này được gọi là phân bố hữu hạn chiều của F.
Dưới những giới hạn tôpô thích hợp, một tập thích hợp của các phân bố hữu hạn chiều có thể được sử dụng để định nghĩa một quá trình ngẫu nhiên (xem mở rộng Kolmogorov trong mục kế tiếp).

## Xây dựng các quá trình ngẫu nhiên
Trong quá trình tiên đề lý thuyết xác suất bằng lý thuyết đo, vấn đề là xây dựng một sigma-đại số của các tập đo được
của không gian các hàm số, và đặt lên đó một độ đo hữu hạn. Với mục đích này theo truyền thống người ta sử dụng một phương pháp gọi là mở rộng Kolmogorov.
Có một cách tiên đề hóa lý thuyết xác suất khác thông qua các giá trị mong đợi trên đại số C-sao của các biến ngẫu nhiên. Trong trường hợp này phương pháp đó được gọi là xây dựng Gelfand-Naimark-Segal.
Điều này giống như là hai cách tiếp cận lý thuyết độ đo và tích phân, khi người ta có chọn lựa xây dựng độ đo trên các tập hợp trước và định nghĩa tích phân sau đó, hay là xây dựng các tích phân trước và định nghĩa độ đo tập hợp như là tích phân của các hàm số đặc trưng.

### Phép mở rộng Kolmogorov
Phép mở rộng Kolmogorov được diễn đạt theo quá trình sau: giả sử một độ đo xác suất trên không gian của các hàm số {\displaystyle f:X\to Y} tồn tại, thì nó có thể được sử dụng để chỉ ra phân bố xác suất liên kết của các biến ngẫu nhiên hữu hạn chiều {\displaystyle f(x_{1}),\dots ,f(x_{n})}. Bây giờ, từ phân bố xác suất n-chiều này ta có thể suy ra một phân bố xác suất biên (n − 1)-chiều cho {\displaystyle f(x_{1}),\dots ,f(x_{n-1})}. Chú ý rằng điều kiện tương thích hiển nhiên, rằng phân bố xác suất biên này là cùng loại với phân bố được suy ra từ quá trình ngẫu nhiên, là không cần thiết. Một điều kiện như vậy là đúng, ví dụ, nếu như quá trình ngẫu nhiên là quá trình Wiener (trong trường hợp này các phân bố biên là tất cả các phân bố gaussian của loại hàm mũ) nhưng không tổng quát cho tất cả các quá trình ngẫu nhiên. Khi điều kiện này được biểu diễn dưới các hàm mật độ xác suất, kết quả được gọi là phương trình Chapman-Kolmogorov.
Định lý mở rộng Kolmogorov bảo đảm sự tồn tại của một quá trình ngẫu nhiên với một họ của các phân bố xác suất hữu hạn chiều thỏa mãn điều kiện tương thích Chapman-Kolmogorov.

### Tính khả ly, hay là thứ mà phép mở rộng Kolmogorov không cung cấp
Nhớ lại rằng, trong hệ tiên đề Kolmogorov, các tập hợp đo được là các tập có xác suất, hay nói các khác, là các tập hợp liên quan tới các câu hỏi có/không có một câu trả lời mang tính xác suất.
Phép mở rộng Kolmogorov bắt đầu bằng các tuyên bố rằng để gọi là đo được tất cả các tập hợp hàm số với hữu hạn tọa độ {\displaystyle [f(x_{1}),\dots ,f(x_{n})]} được giới hạn nằmg trong các tập con đo được của {\displaystyle Y_{n}}. Nói một cách khác, nếu một câu hỏi có/không về hàm số f có thể được trả lời bằng cách xem xét các giá trị của nhiều nhất là hữu hạn tọa độ, thì nó có một câu trả lời mang tính xác suất.
Trong lý thuyết độ đo, nếu chúng ta có một họ vô hạn đếm được của các tập hợp đo được, thì hợp và giao của chúng là một tập đo được. Cho mục đích của chúng ta, điều này nghĩa là các câu hỏi có/không phụ thuộc vào bao nhiêu tọa độ đếm được mà chúng ta có câu trả lời xác suất.
Điều khả quan là phép mở rộng Kolmogorov làm chúng ta có thể xây dựng một quá trình ngẫu nhiên với các phân bố hữu hạn chiều khá là tùy ý..

## Các ví dụ và các trường hợp đặc biệt

### Thời gian
Một trường hợp đặc biệt là khi thời gian là một tập hợp rời rạc, ví dụ các số tự nhiên không âm {0, 1, 2, 3,...}. Trường hợp đặc biệt quan trọng khác là khi {\displaystyle T=\mathbb {R} }.
Các quá trình ngẫu nhiên có thể được định nghĩa trên các chiều không gian cao hơn bằng cách gắn một biến ngẫu nhiên đa chiều vào từng điểm của tập chỉ số, tương đương với việc sử dụng một tập chỉ số đa chiều (multidimensional index set). Thật vậy một biến ngẫu nhiên đa chiều tự nó có thể được xem như là một quá trình ngẫu nhiên với tập chỉ số T = {1,..., n}.

### Các ví dụ
Các quá trình ngẫu nhiên liên tục được gọi là các quá trình Wiener. Trong dạng nguyên thủy bài toán liên quá đến chuyển động của một hạt chuyển động trên một bề mặt chất lỏng, nhận các cú "hích" từ các phân tử của chất lỏng. Hạt đó được xem như là chịu một lực ngẫu nhiên mà, bởi vì các phân tử là rất nhỏ và rất gần nhau, được xem như là liên tục và, bởi vì hạt đó bị giới hạn trong mặt chất lỏng bởi sức căng bề mặt, tại mỗi điểm của thời gian nó là một vecto song song với bề mặt